# Де Фјунијак Спрингс (Флорида)
Де Фјунијак Спрингс (енгл. De Funiak Springs) град је у америчкој савезној држави Флорида. По попису становништва из 2010. у њему је живело 5.177 становника.

## Демографија
Према попису становништва из 2010. у граду је живело 5.177 становника, што је 88 (1,7%) становника више него 2000. године.
| Група             | 2000.         | 2010.         |
| Белци             | 3.594 (70,6%) | 3.555 (68,7%) |
| Афроамериканци    | 1.170 (23,0%) | 1.055 (20,4%) |
| Азијати           | 26 (0,5%)     | 39 (0,8%)     |
| Хиспаноамериканци | 168 (3,3%)    | 387 (7,5%)    |
| Укупно            | 5.089         | 5.177         |